# Poilanedora unijuga
Poilanedora unijuga  es una especie de arbusto  y el único miembro del género monotípico Poilanedora, perteneciente a la familia Capparaceae. Es originaria de Vietnam.

## Taxonomía
Poilanedora unijuga fue descrita por François Gagnepain y publicado en Bulletin de la Société Botanique de France 95(1): 27. 1948.